# Rainbow Riley
Rainbow Riley (conosciuto anche come Rainbow Reilly) è un film muto del 1926 diretto da Charles Hines. La sceneggiatura si basa su The Cub lavoro teatrale di Thompson Buchanan presentato in prima a New York il 1º novembre 1910. La commedia era già stata portata sullo schermo nel 1915 con The Cub, diretto da Maurice Tourneur e interpretato sempre da Johnny Hines.

## Trama
A Steve Riley, giornalista alle prime armi del Louisville Ledger, viene assegnato un servizio su una faida che divide due clan che vivono tra le montagne del Kentucky, i Ripper e i White. Arrivato sul luogo, Steve si innamora subito di Alice, che appartiene al clan Ripper. Ma la cosa risulta altamente offensiva per i parenti della ragazza. Il giovane reporter offende in ugual modo il clan dei White, snobbando invece Betty White che si è innamorata di lui. I due clan, per la prima volta nella storia, si trovano d'accordo su qualcosa, ovvero ambedue i gruppi sono decisi a far fuori Steve. Il quale, per salvarsi, è costretto a scappare via e a nascondersi portandosi dietro Alice. I due innamorati, però, vengono catturati da Tilden McFields, uno degli spasimanti delusi della ragazza. Lei, per evitare ulteriori guai a Steve, cede a McFields, promettendogli di sposarlo a condizione che il reporter venga lasciato libero. Steve se ne può andare ma lui, dopo un po', ritorna indietro per riprendersi Alice. I due, inseguiti da entrambi i clan, vengono salvati dall'arrivo della polizia di stato. Steve può finalmente tornare a Louisville, portando con sé non solo una bella storia per il giornale ma anche una nuova moglie.

## Produzione
Il film fu prodotto dalla C.C. Burr Productions Inc. sotto la dizione Burr & Hines Enterprises).

### Soggetto
The Cub, il lavoro teatrale da cui è tratto il film, fu rappresentato nel novembre 1910 al Collier's Comedy Theatre di Broadway, scritto da Thompson Buchanan e prodotto da William A. Brady. La commedia, ambientata tra le montagne del Kentucky, era interpretata da Douglas Fairbanks.

## Distribuzione
Il copyright del film, richiesto dalla First National Pictures, Inc, fu registrato il 2 febbraio 1926 con il numero LP22350.
Distribuito dalla First National Pictures e presentato da C.C. Burr, il film uscì nelle sale cinematografiche statunitensi il 7 febbraio 1926. La First National Film Distributors lo distribuì nel Regno Unito il 7 marzo 1927. In quello stesso anno, il 5 settembre, il film uscì anche in Finlandia. In Brasile fu ribattezzato come A Todo Custo mentre in Austria ebbe due titoli, Der König der Reporter e Der Regenbogen-Riley.
Copia incompleta della pellicola si trova conservata negli archivi dell'UCLA Film and Television Archive di Los Angeles.